# Oatly
 (avril 2020).
Oatly est une entreprise suédoise produisant des alternatives aux produits laitiers traditionnels, à base d'avoine. La marque est distribuée dans plus de vingt pays. Les principaux marchés d'Oatly sont la Suède, l'Allemagne et le Royaume-Uni. Au 31 décembre 2020, les produits de la marque Oatly sont disponibles dans plus de 60 000 supermarchés et 32 200 cafés dans le monde entier.

## Histoire
L'entreprise est créée durant les années 1990, dans l'usine de recherche de l'université de Lund, à Lund. Cependant, l'entreprise a maintenant son quartier général à Malmö et son centre de développement à Landskrona. 
En 2020, Oatly est possédée par Verlinvest, China Resources, Industrifonden, Östersjöstiftelsen ainsi que les fondateurs de l'entreprise.
En mai 2021, Oatly annonce vouloir effectuer une introduction en bourse partielle, de l'ordre de 1,4 milliard de dollars, valorisant l'entreprise à près de 10 milliards de dollars.